# Barkas V 901/2

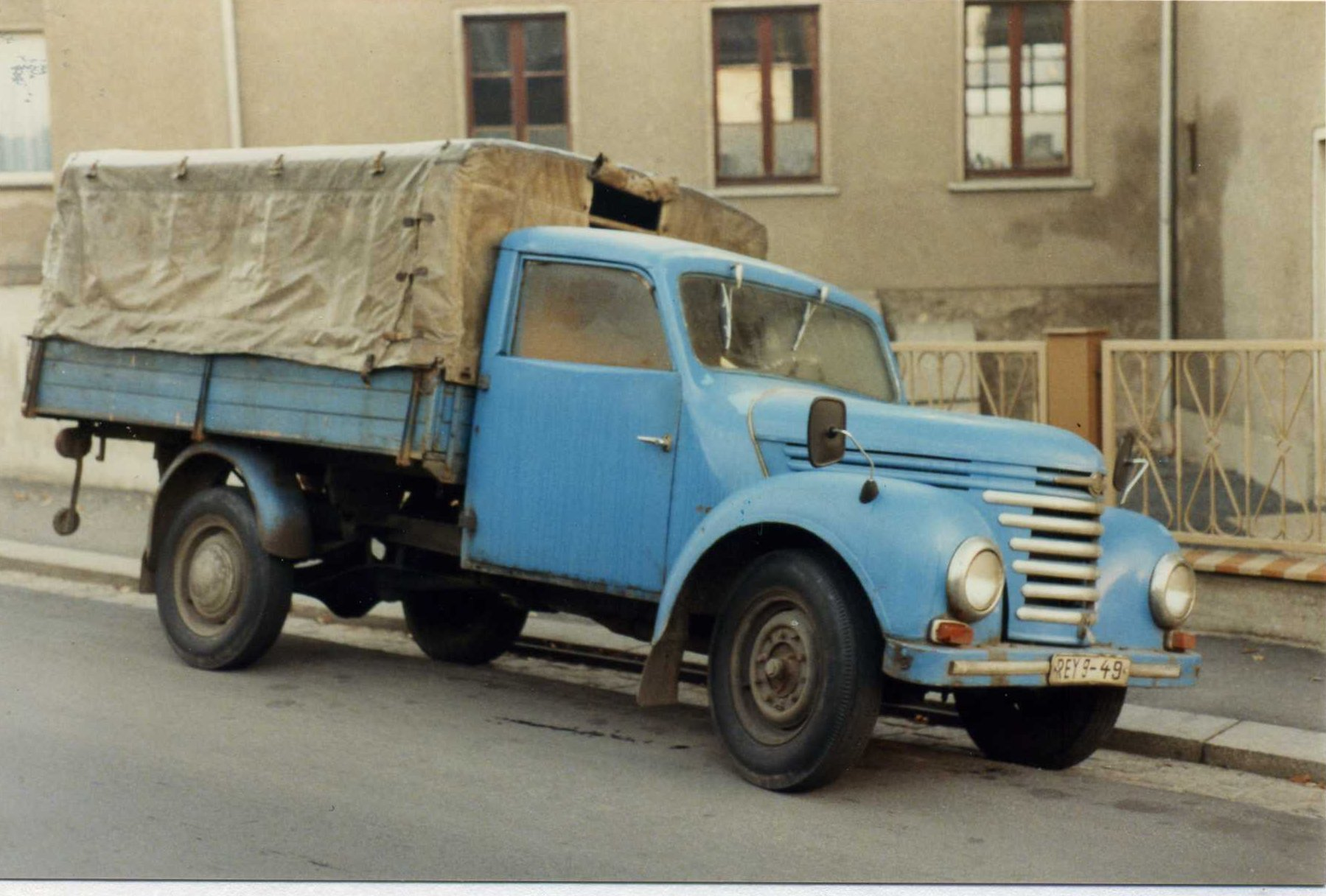
Valník Barkas V901/2 v Drážďanech, listopad 1989.

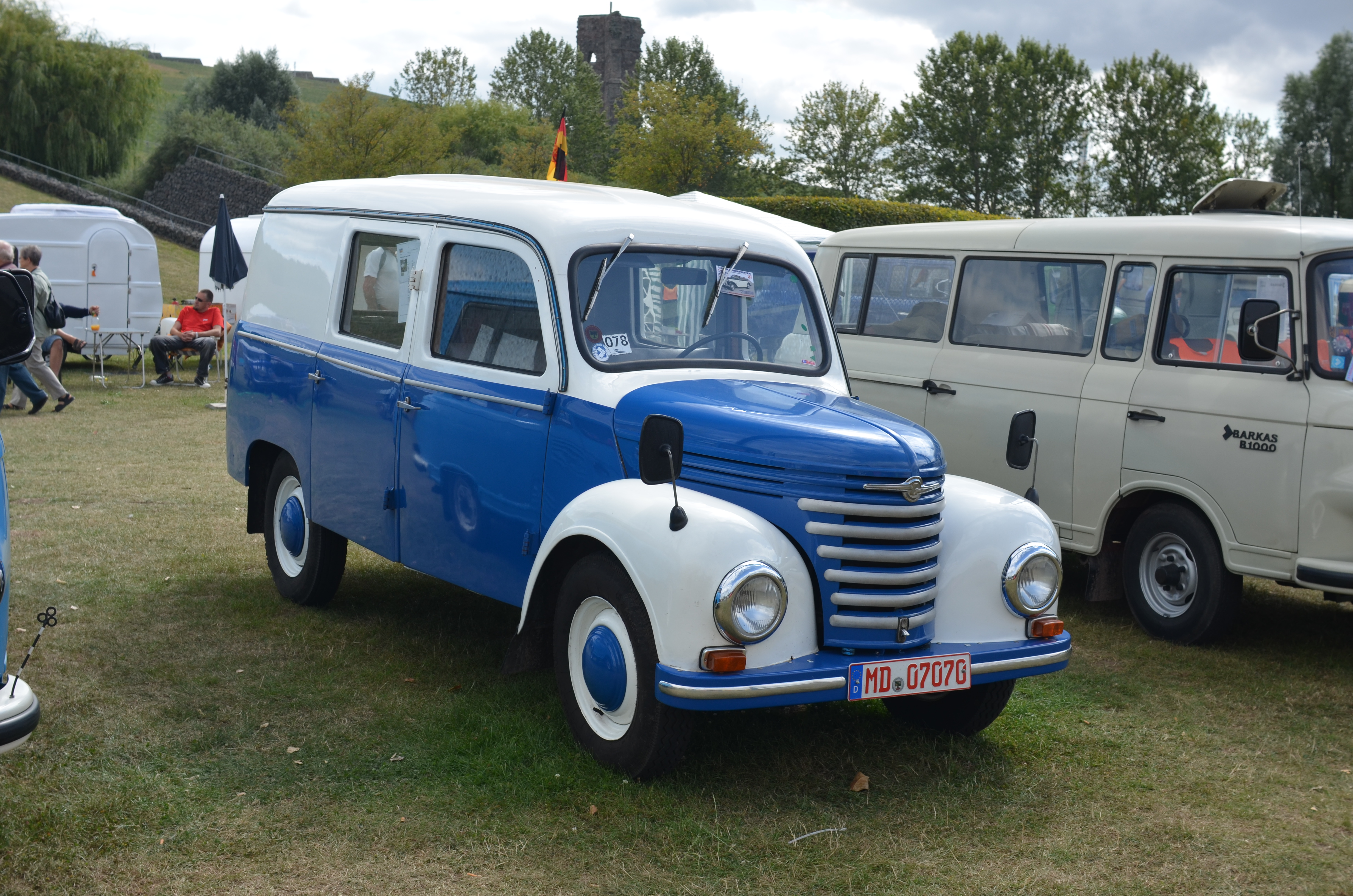
Barkas V901/2 jako kombi

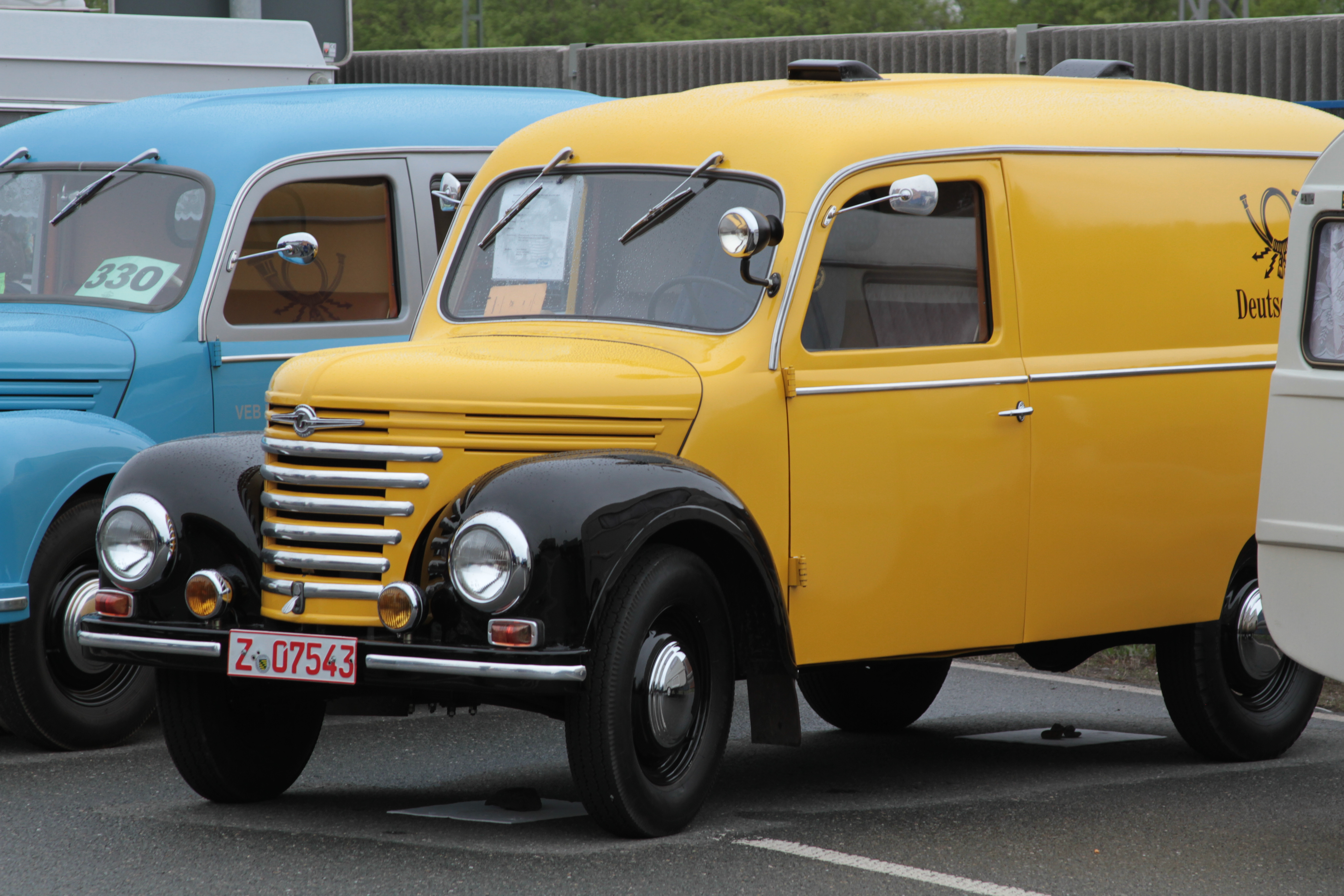
Dodávkový Barkas V901/2 v barvách Deutsche Post

Barkas V 901/2 byl malý užitkový automobil, vyráběný v Německu (NDR), v letech 1954 až 1961 podnikem VEB Barkas-Werke Karl-Marx-Stadt. Do roku 1956 byl výrobcem podnik Framo v Haininchenu. Podle názvu původního výrobce se automobil původně jmenoval Framo V 901/2. Vozidlo s nosností přibližně třičtvrtě tuny bylo v automobilové produkci někdejší NDR nejmenším užitkovým vozidlem, ještě menším než Phänomen Granit. Předchůdcem byl typ Framo V 901, nástupcem Barkas B1000.

## Historie
Vůz si sice zachoval koncepci svého předchůdce Framo V 901, ale byl v roce 1954 důkladně překonstruován. Budka řidiče byla významně zvětšena a tvary přizpůsobeny módě začátku padesátých let dvacátého století. Vůz byl dodáván s různými nástavbami, i když nejčastější provedení byl malý valník. Mezi často dodávané nástavby patřily ty pro policii, poštu nebo maloobchodní podniky. Různé nástavby vznikaly také v karosárnách v Halle a Döbeln. Skříňové nástavby vyráběla karosárna v Baalberge. 
Nejvyšší rychlost dosahovala podle zatížení a druhu nástavby 75 až 82 km/h.
Označování jednotlivých vývojových verzí nebylo u vozu Framo V 901/2 důsledné. V roce 1956 se objevil typ V 901/3 s rozvorem prodlouženým na 3,3 m. Ten byl ale vyráběn jen krátkou dobu. Mezitím byl zaveden do výroby typ V 901/2-Z, který byl s rozvorem 2,8 nebo volitelně 3,1 m delší, než původní provedení. Současně byla zavedena další technická vylepšení. Výkon motoru stoupl z 18 na 21 kW a byly posíleny brzdy. V roce 1958 byla nádrž zvětšena z 32 na 42 litrů. Provedení kombi, mikrobus a sanitní byla vybavena topením. Písmeno Z v označení znamenalo mezityp (Zwischentyp) a rozhodně se nepočítalo s výrobou ještě v roce 1961. 
Vozy byly exportovány do Nizozemí, Belgie, Finska a Maďarska. Několik set kusů bylo dovezeno také do tehdejšího Československa. Vzhledem k velké poptávce přímo v NDR ale mohly být exportní potřeby jen stěží uspokojeny. Protože v NDR nebylo dostatek nových vozidel, bylo možné ještě koncem osmdesátých let 20. století vidět některé Barkasy V 901/2 v běžném silničním provozu. Zásluhou rámové konstrukce a stále běžící výroby náhradních dílů nebylo těžké jednotlivé kusy dlouhodobě udržet v provozu. Teprve po sjednocení Německa, kdy bylo dostatek nových vozidel, zmizely Barkasy z provozu. Nyní se vyskytují jako veterány. 
Celkem bylo vyrobeno 25 604 kusů různých provedení.

## Technická data
|                                                 | Barkas V 901/2 (Model 1960)                          |
| ----------------------------------------------- | ---------------------------------------------------- |
| Motor:                                          | zážehový motor, dvoutakt, tříválec                   |
| Objem:                                          | 901 cm³                                              |
| Vrtání × zdvih:                                 | 70 mm × 78 mm                                        |
| Výkon:                                          | 20,6 kW (28 ks) při 3600 ot./min                     |
| Točivý moment:                                  | 73,5 Nm při 2500 ot./min                             |
| Komprese:                                       | 6,25                                                 |
| Chlazení:                                       | vodní                                                |
| Převodovka:                                     | 4 + 1 (nesynchronizovaná)                            |
| Mazání:                                         | přimícháním oleje v poměru 1 : 25                    |
| Osvětlovací soustava:                           | 6 V                                                  |
| Podvozek:                                       | zadní pevná náprava, bubnové brzdy na obou nápravách |
| Pohotovostní hmotnost: (valník/dodávka a kombi) | 1000/1210 kg                                         |
| Rozměry d × š × v: (valník/dodávka a kombi):    | 4360/4350 × 1600/1650 × 1650/1910 mm                 |
| Nejvyšší rychlost:                              | 75–82 km/h                                           |